# باشگاه فوتبال جف یونایتد چیبا
جف یونایتد ایچیهارا چیبا (به ژاپنی: ジェフユナイテッド市原・千葉) یک باشگاه فوتبال در شهر چیبا٬ استان چیبا٬ واقع در کشور ژاپن می‌باشد که در جی‌لیگ ۲ بازی می‌کند. این باشگاه همچنین با نام جف یونایتد چیبا (به ژاپنی: ジェフユナイテッド千葉) و جف چیبا (به ژاپنی: ジェフ千葉) شناخته شده است.
این باشگاه در سال ۱۹۴۶ میلادی بنیان‌گذاری شده است.
این باشگاه چهار بار به مقام قهرمانی و دو بار به مقام نایب قهرمانی جام امپراتور٬ دو بار به مقام قهرمانی و یک بار به مقام نایب قهرمانی جام جی‌لیگ و یک بار به مقام قهرمانی سوپر جام ژاپن رسیده است. این تیم در فصل ۸۷-۱۹۸۶ به مقام قهرمانی جام باشگاه‌های آسیا دست یافت.

## بازیکنان برجسته
- مارک میلیگان
- متیو بینگلی
- ماریو هاس
- en:Mirko Hrgović
- en:Edin Mujčin
- en:Ilian Stoyanov
- ایوان هاشک
- پیر لیتبارسکی
- en:Frank Ordenewitz
- en:Owusu Benson
- en:Nenad Maslovar
- پتر بوش
- en:Wynton Rufer
- ادواردو آراندا
- گابریل پوپسکو
- نناد دورویچ
- راده بوگدانویچ
- لوبومیر موراوچیک
- نی پچنیک
- زلجکو میلینووی